# Bauladu
Bauladu – miejscowość i gmina we Włoszech, w regionie Sardynia, w prowincji Oristano. Graniczy z Bonarcado, Milis, Paulilatino, Solarussa i Tramatza.
Według danych na rok 2004 gminę zamieszkiwało 688 osób, 28,7 os./km².